# Yves Navarre
Yves Navarre (24. september 1940 i Condom – 24. januar 1994 i Paris) var en fransk forfatter, der i 1980 fik Goncourtprisen for romanen Le Jardin d'acclimatation.